# Козлово (Торопецкий район)
Козлово — деревня в Торопецком районе Тверской области. Входит в состав Плоскошского сельского поселения.

## География
Деревня расположена в северной части района. Находится на расстоянии примерно 57 км от города Торопец и 11,5 км от посёлка Плоскошь. Ближайший населённый пункт — деревня Новое.
Климат
Деревня, как и весь район, относится к умеренному поясу северного полушария и находится в области переходного климата от океанического к материковому. Лето с температурным режимом +15…+20 °С (днём +20…+25 °С), зима умеренно-морозная −10…−15 °С; при вторжении арктических воздушных масс до −30…-40 °С.
Среднегодовая скорость ветра 3,5—4,2 метра в секунду.

## История
На топографической карте Фёдора Шуберта 1867—1906 годов обозначена деревня Козлова.
На карте РККА 1923—1941 годов обозначена деревня Козлово. Имела 7 дворов.
До 2005 года деревня входила в состав упразднённого в настоящее время Краснополецкого сельского округа.

## Население
| 2010 |
| ---- |
| 11   |

В 2002 году в деревне проживало 17 человек.
Национальный состав
Согласно результатам переписи 2002 года, в национальной структуре населения русские составляли 94 % от жителей.